# Guberevac (Sopot)
Pour les articles homonymes, voir Guberevac.

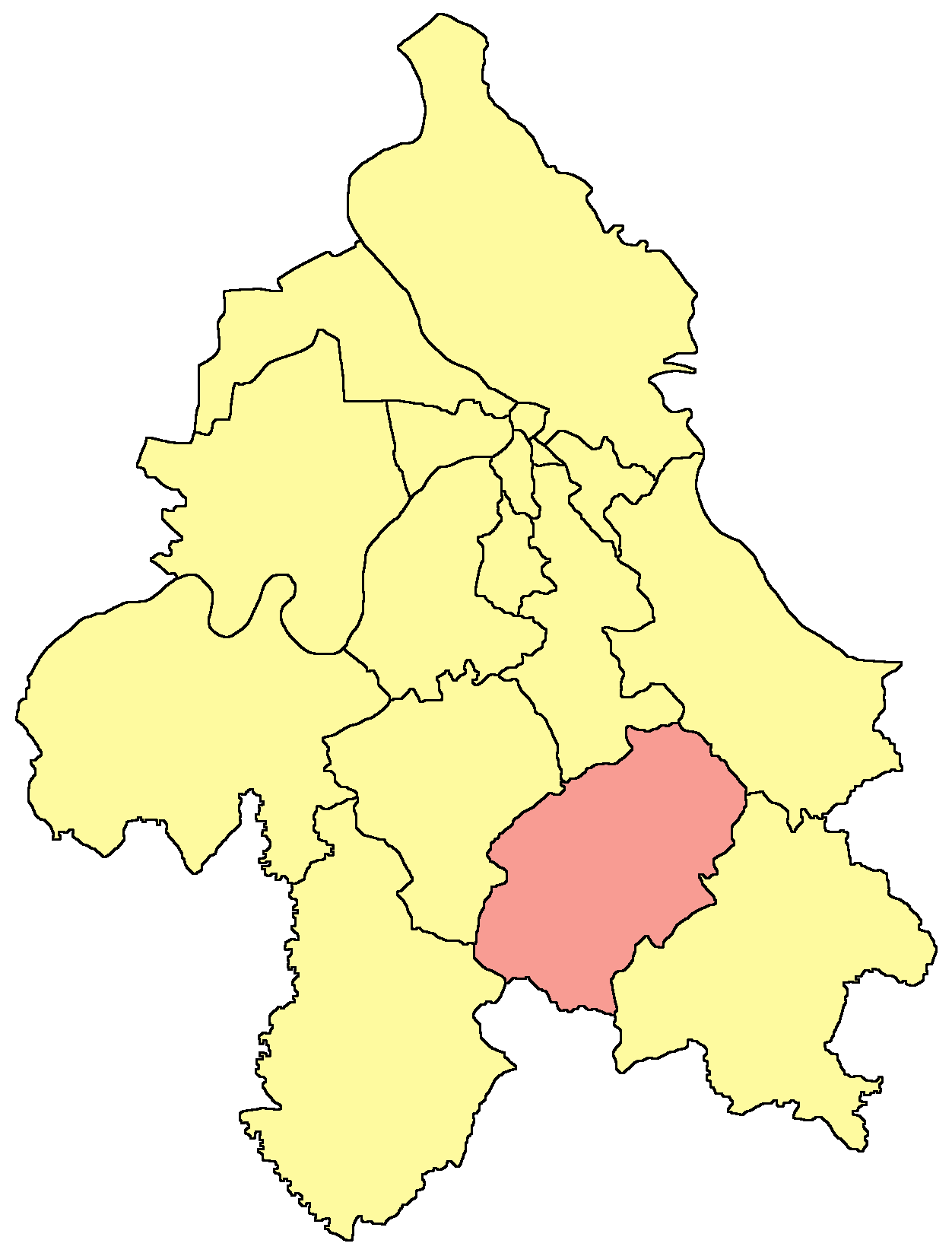
Localisation de la municipalité de Sopot dans la Ville de Belgrade

Guberevac (en serbe cyrillique : Губеревац) est un village de Serbie situé dans la municipalité de Sopot et sur le territoire de la Ville de Belgrade. Au recensement de 2011, il comptait 523 habitants.

## Démographie

### Évolution historique de la population
| 1948  | 1953  | 1961  | 1971  | 1981 | 1991 | 2002 | 2011 |
| ----- | ----- | ----- | ----- | ---- | ---- | ---- | ---- |
| 1 448 | 1 439 | 1 269 | 1 055 | 918  | 755  | 646  | 523  |

|  |